# شهرستان نوو تومشل
شهرستان نوو تومشل (به لهستانی: Powiat Nowy Tomyśl) یک شهرستان در لهستان است که در استان لهستان بزرگ‌تر واقع شده‌است. شهرستان نوو تومشل ۱٬۰۱۱٫۶۷ کیلومتر مربع مساحت و ۷۱٬۸۱۷ نفر جمعیت دارد.